# Sabra (Tlemcen)
Sabra (în arabă صبرة) este o comună din provincia Tlemcen, Algeria.
Populația comunei este de 28.555 de locuitori (2008).